# Базовые районы афганской оппозиции (1979—1989)
Базовые районы афганской оппозиции (1979—1989) — базовые районы, перевалочные базы, укреплённые районы (англ. Fortified bases; Fortress, Fortifiсations, Cave complexes — afghan mujahideen) — органы в системе тылового обеспечения афганской оппозиции в период Афганской войны (1979—1989).

## История
С ввод Советских войск в Афганистан лидеры оппозиции и внешние силы в целях организации повстанческой борьбы приступили к созданию военной инфраструктуры: базовых районов и перевалочных баз.

— Базовые районы предусматривали значительные площади в труднодоступных горных районах на удалении от коммуникаций и гарнизонов советских и афганских войск.
 В них оборудовался штаб исламского комитета (по принадлежности к партии), учебный центр, склады различного назначения, ремонтные мастерские, госпиталь, жилые постройки, укрытия и убежища. В них, также располагались постоянные гарнизоны для их обслуживания, охраны и обороны.

Базовые районы обладали развитой сетью оборонительных сооружений и заграждений, защищались средствами ПВО

— Период 1981—1983 годов ознаменовался в Афганской войне активным строительством базовых районов.

Из воспоминаний генерала армии Варенникова В. И. — начальника оперативной группы Генерального штаба Минобороны СССР в Афганистане
«В период моего пребывания в Афганистане был проведён целый ряд интересных и сложных операций. Конечно, операция операции — рознь.

Одни не оставили никаких воспоминаний. Другие же никогда не поблекнут. Для меня особо памятны операции в Кунарском ущелье, при штурме базы Джавара, на Парачинарском выступе, в районе Кундуза, западнее Герата до базы „Кокари-Шаршари“ на иранской границе» — генерал армии Варенников В. И..

## Базовые районы
Агарсай (42 км южнее Мазари-Шариф, «ИПА»), Байрамшах (36 км юго-запанднее Мазари-Шариф, «ДИРА»), Шорча (57 км южн. Мазари-Шариф, «НИФА»), Хукумати-Духанайи-Гори (22 км юго-зап. Пули-Хумри, «ИПХ»), Верхний Панджшер (26 км сев. — вост. Руха, «ИОАП»), Гурбатегар (38 км зап. Бараки, «ИПА» и «ДИРА»), Азрау (58 км юго-вост. Кабул, «ИПА» и «ИСОА»), Искаполь (16 км зап. Газни, «ДИРА»), Заркашан (70 км зап. Газни, «ИПА», «ИПХ» и «ДИРА»), Исламдара (48 км сев. — зап. Кандагар), Варсадж (провинция Бадахшан, «ИОА»), Таганхок (провинция Герат, «ИОА»)

Также: Альмар, Кара-Дарайи-Занг, Шах, Дарайи-Банд, Дарзаб, Карамкуль, Амрах, Тондж, Джароб, Бедак, Кашка, Дехи, Зингирд, Шер-Шер (Шаршари), Мушхана, Бустон, Яшуль, Пумбуки-Бала, Кухи-Суфи, Джигдалай, Мелава, Камбакка, Шпалькай, Срана, Кунсаф, Сурхаган, Апушела, Чинарту, Гулинай, Мулла-Бостанкалай и др.

## «Джавара»
«Джавара» (пушту. «Волчья яма») — базовый район афганской оппозиции в период Афганской войны (1979—1989) вооружённого формирования «юго-восточной объединённой группировки» «Исламской партии Афганистана Юнуса Халеса» в составе Союза афганских моджахедов «Пешаварской семёрки».

— «Джавара» являлся крупным объектом пропагандистского значения — площадка для вещания сочувствующих моджахедам журналистов и политиков. Состоял из множества галерей и укрытий, складских и жилых помещений — госпиталь, казарма, бункер штаб.

— Укреплённый район с мощными оборонительными сооружениями и единой системой управления огнём — в условиях полной изоляции был способен эффективно противостоять значительно превосходящим силам и средствам (сухопутные сил, артиллерии и авиации), атакующего на широком фронте противника, нанося незначительными силами максимальный ущерб.
— Строительство «Джавары» было начато до Саурской революции апреля 1978 года для борьбы с Правительством Мохаммада Дауда (Дауд-хана) и продолжалось несколько лет.
— Через «Джавару» проходило до 20 % от общего объёма иностранной помощи: вооружения и боеприпасов, продовольствия, снаряжения из Пакистана,
— Одновременно, крупный стратегический объект пропагандистского значения — площадка вещания журналистов из сочувствующих афганской оппозиции — государств Западной Европы, США, стран арабского и исламского мира.

— Один из трёх наиболее крупных базовых районов афганских моджахедов периода Афганской войны (1979—1989), таких как: «Тора-Бора» и «Кокари-Шаршари» — на Иранской границе.

— Фортификация представляла собой комплекс наземных и подземных (тоннельного типа с защитной толщей 15-20 м) сооружений, где размещались все необходимое для жизни, быта и боевой деятельности: командный пункт с узлом связи, учебный и пропагандистский центры, несколько казарм, множество складов оружия, боеприпасов и материальных средств, авторемонтные и оружейные мастерские, снаряжательный патронный цех (по сборке патронов БУР), госпиталь, тюрьма, множество складов оружия, боеприпасов и материальных средств. Обучались специалисты по минно-подрывному делу, применению зенитно-пулемётных средств (ДШК, ЗГУ) и других видов оружия, создавались также специализированные центры с раздельным обучением специалистов по боевому применению переносных зенитных ракетных комплексов (Мамадгарт, Варсак, Садда, Аравали и др.) и пусковых установок реактивных снарядов" Из книги «Мы атакуем с небес» автор Сергей Сергеев

— Жизнедеятельность укрепрайона поддерживалась резервными и альтернативными источниками энергии. Был оборудован системой автономного водоснабжения артезианской скважиной. Наличием стационарного медицинского учреждения. Охрану базы осуществлял отряд полевого командира Джалалуддина Хаккани, в качестве вспомогательных сил использовались обитавшие в данном регионе пуштуны

Выдержка из воспоминаний генерал армии В. И. Варенникова о базе «Джавара»:
«…Про штурм Измаила знают, кажется, все. Кое-что слышали и про „линию Мажино“. Эти укрепления считались неприступными. Допустимо ли сравнивать их с базой Джавара? Но то, что сама база и оборона вокруг неё построены по последнему слову науки и техники и считались западными да и восточными спецами неприступными, — это неоспоримый факт…» — генерал армии Варенников В. И. «Неповторимое» книга 5-я глава 4-я.
Имелись административные здания и жилые дома для размещения высокопоставленных лиц и иностранных представителей. База располагала автономным электро- и водоснабжением. Подступы к базе прикрывались тремя рубежами опорных пунктов, оборудованных на господствующих высотах огневыми сооружениями с укрытиями. Весь район имел исключительно сильную ПВО — большое количество ПЗРК, ДШК, ЗГУ.

## «Кокари-Шаршари»
Кокари-Шаршари (перс.شرشر) — базовый район афганской оппозиции в период Афганской войны (1979—1989) в зоне ответственности «западной объединённой группировки» полевого командира Исмаил-хан (Туран Исмаил).

Схожие названия — «Кокари-Шершари», «Какари-Шашари», «Какари-Шушари», «Шаршар», «Шер-Шер».

— Располагался в горном массиве Кухе-Сенге-Сурах — «Белые горы» на участке афгано-иранской границы провинции Герат

— Представлял собой фортификационный комплекс из защитных сооружений и укреплений с мощными оборонительными коммуникациями, организованными по единому плану управления (взаимодействия) системой огня.
— Был призван к ведению продолжительных боевых действий в устойчивой обороне на широком фронте в полной изоляции, сравнительно небольшими силами и средствами наносить максимальный ущерб превосходящим — осаждающим и штурмующим силам Советских войск, использующим тяжелую артиллерию и штурмовую авиацию

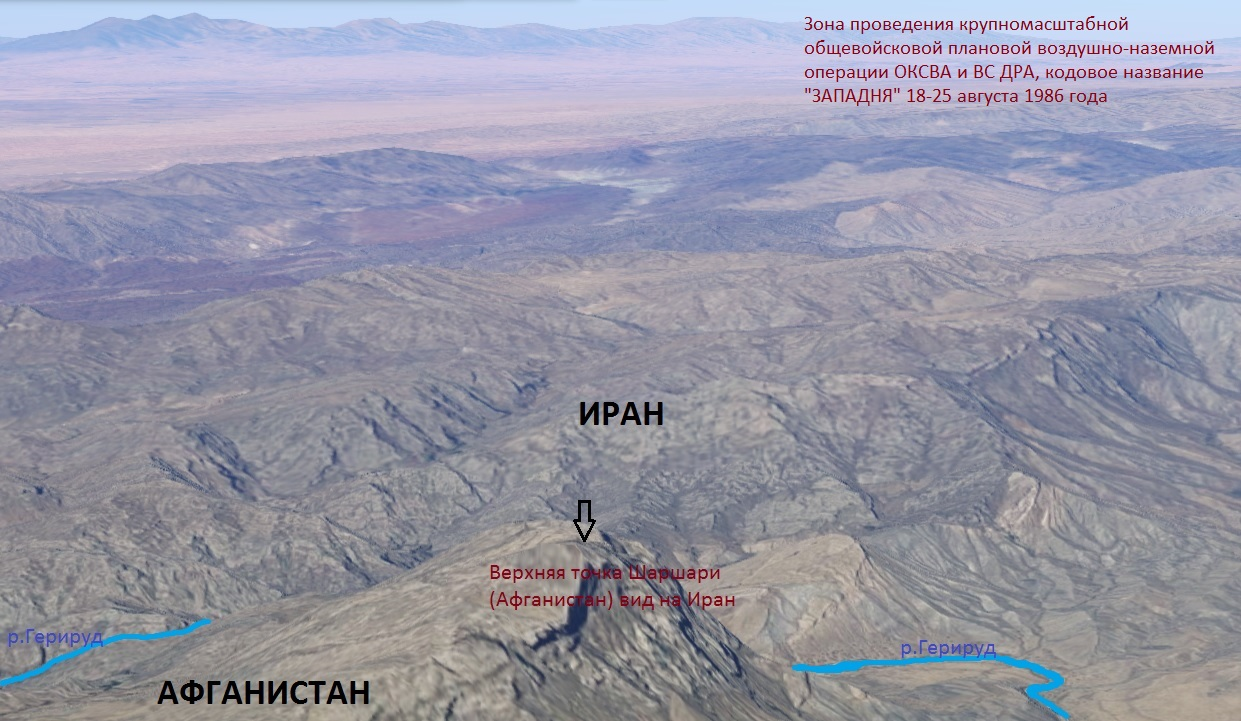
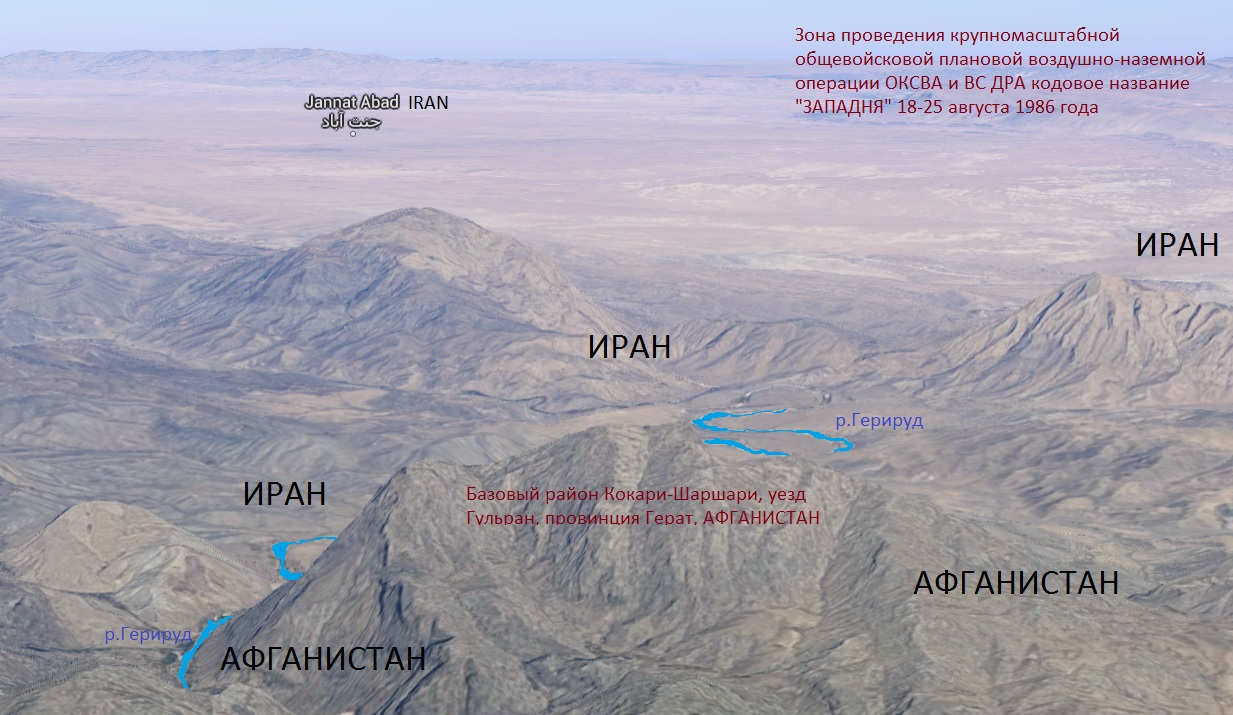
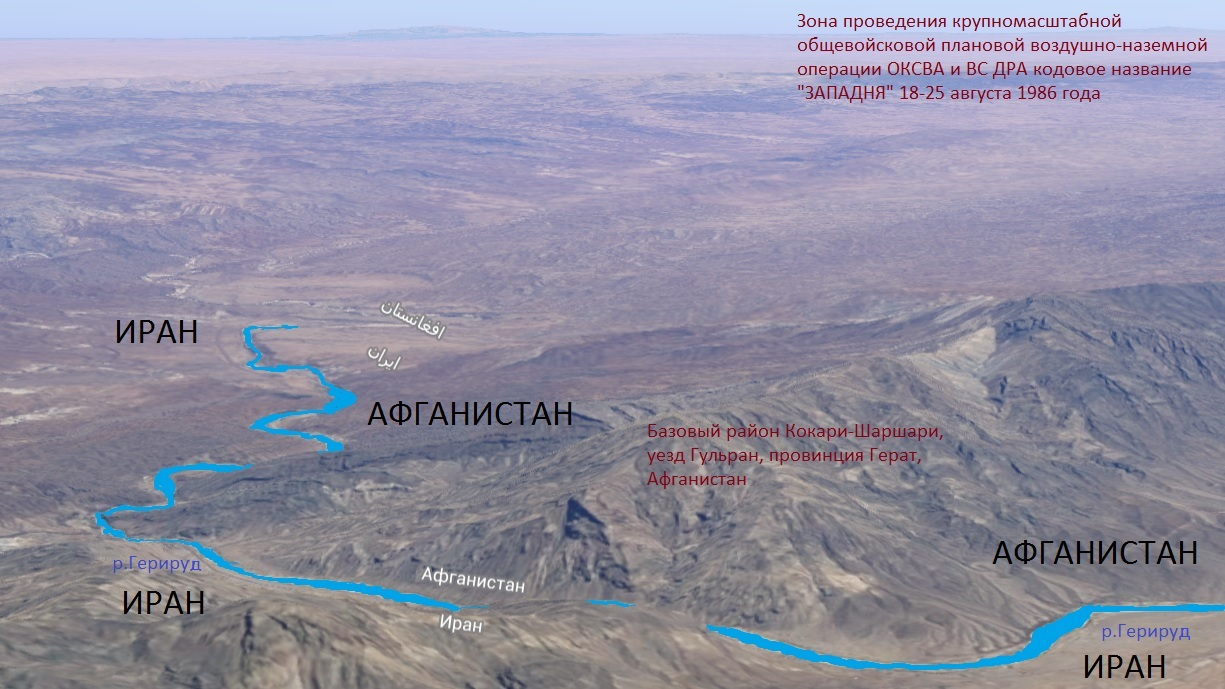
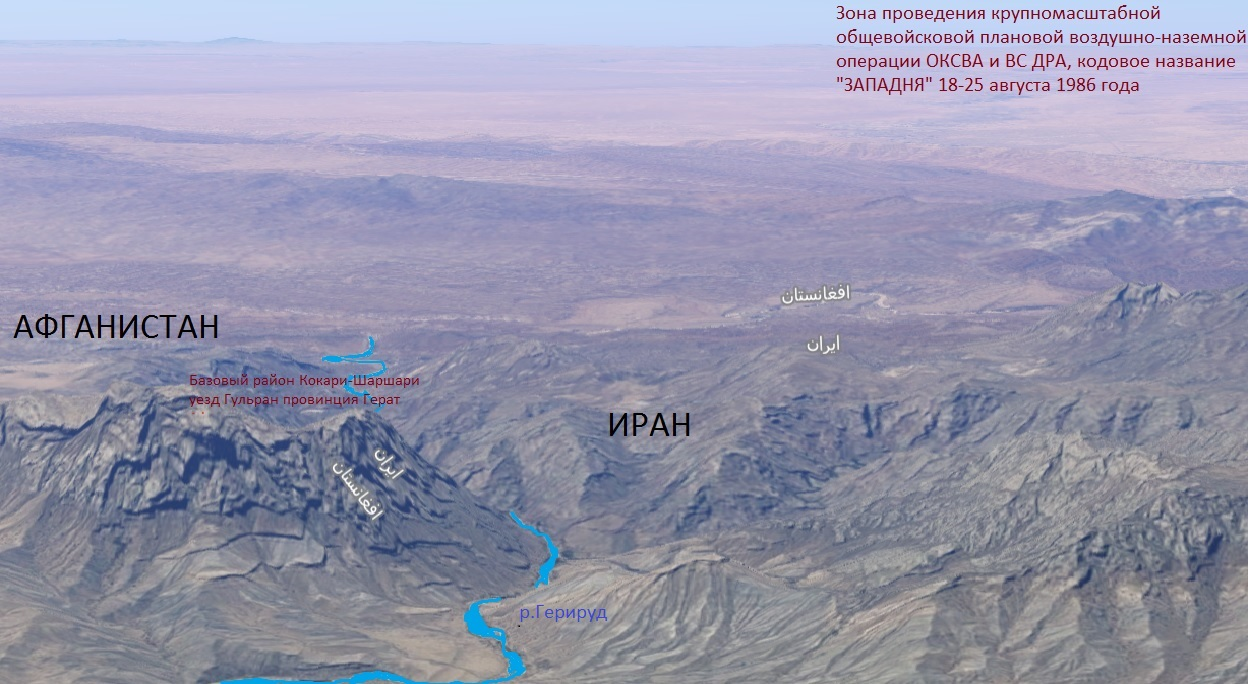

Период строительства «Кокари-Шаршари» пришёлся на 1984—1985 годы — по плану, разработанному западногерманскими и иранскими военными инженерами.

Тогда же всоседнем Иране функционировало 34 центра (лагеря) военной подготовки афганских мятежников и наёмников из других стран, овладевавших полным спектрои воинских дисциплин: материальной частью вооружения; видами стрельб; тактикой боевых действий; отработкой навыков ориентирования на местности; оказание первичной медицинской помощи; были также религиозно-политическая подготовка, курс антиправительственной и антисоветской пропаганды.

— Защитные сооружения «Кокари-Шаршари» представляли многоуровневый комплекс из железобетонной конструкции, состоящий из наземных и подземных помещений, были способны выдержать бомбо-штурмовые удары авиации и тяжелой артиллерии ОКСВА.

— Укрепления тоннельного типа с защитной толщей 15—20 метров с коммуникациями включали: командный пункт, бункер штаба командования, узел связи, ретранслятор, казармы, бомбоубежище, авторемонтные и оружейные мастерские, в том числе снаряжательный патронный цех по сборке патронов БУР, тюрьменые камеры, госпиталь с современным медицинским оборудованием и медикаментами, склады вооружения и боеприпасов, с запасами продуктов питания, питьевой воды.

Были также гостевые помещения для приёма высокопоставленных иностранных представителей.
— «Кокари-Шаршари» был оснащён различными средствами ПВО, включавшими свыше десяти огневых точек с зенитными установками, замаскированными в горном рельефе местности и сложными для обнаружения Советской авиации, а также английских ПЗРК «Blowpipe».

— Для идеологической обработки «курсантов» при Кумском теологическом центре специально был создан пропагандистский факультет.

Лидеры Союза 8-ми шиитских исламских партий — в организации повстанческой борьбы пропаганде уделяли особое значение.

— В ходе войсковой операции «Западня» 18-25 августа 1986 года базовый район «Кокари-Шаршари» был захвачен.

Уцелевшая часть гарнизона по поземных ходам сообщений с командиром Исмаил-ханом ретировалась в Иран.
«Укрепрайон Исмаил-хана в Кокари-Шаршари мы все-таки взяли. Его банда была разбита. И только совсем незначительная часть уцелевших душманов, бросив оружие и боеприпасы, вместе с Исмаил-ханом ушла в Иран» — командир 149-го гвардейского мотострелкового полка Скородумов А. И..
— База располагала автономным электро— и водоснабжением. Подступы к базе прикрывались тремя рубежами опорных пунктов, оборудованных на господствующих высотах огневыми сооружениями с укрытиями. Весь район имел исключительно сильную ПВО — большое количество ПЗРК, ДШК, ЗГУ.

## «Тора-Бора»
Тора-Бора («Тора-Бора» или «Тура-Бура» пушту: توره بوړه) — базовый район афганских моджахедов действовавший — в периоды: Афганской войны (1979—1989), нахождения у власти режима Талибан и противостояния силам антиталибской коалиции «ISAF»

— «Тора-Бора» была под управлением полевого командира, одного из лидеров Союза моджахедов «Пешаварской семёрки» — Юнуса Халеса.

Располагалась в 85 километрах южнее города Джелалабад провинции Нангархар в труднодоступном горном массиве — на высоте 4000 метров над уровнем моря, представляла собой множество лабиринтов и тоннелей, уходящих на глубину 400 метров с множеством галерей, хранилищ, жилых помещений и укрытий, бункеров, складов вооружения и боеприпасов. Общая протяжённость сообщений превышала 25 километров.

— С «Торой-Борой» связаны имена международных террористов Усамы бан Ладена, Муллы Омара, Юнуса Халеса

## Другие захваченные базовые районы
«Альбурс», «Агарсай», «Байрамшах», «Шорча» — базовые районы в зоне Мармольского, Тангимармольского, Шадианского, Ташкурганского ущелий горного массива «Красные скалы» в провинциях Балх и Саманган в 80-100 километрах южнее, юго-западнее города Мазари-Шариф — север республики Афганистан. Управлялись полевыми командирами: Забиуллой, Мохаммад Алимом, Атта Мохаммад Нуром.

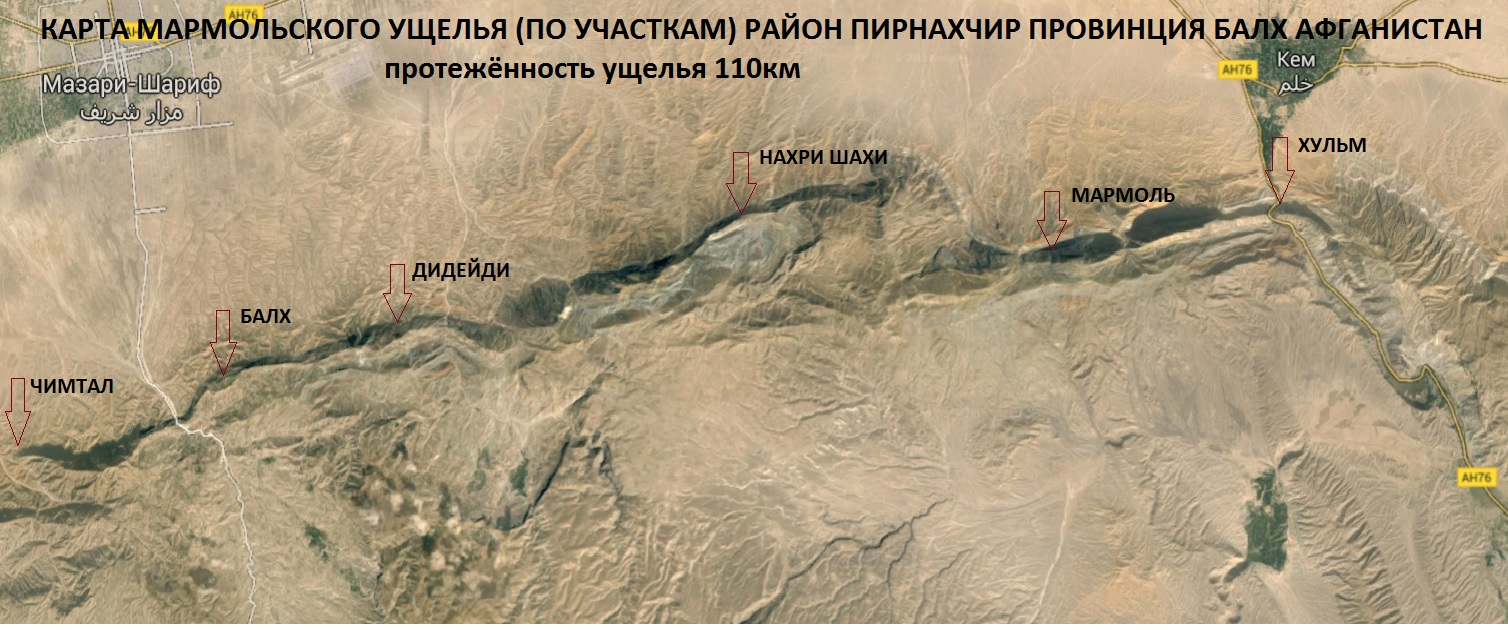
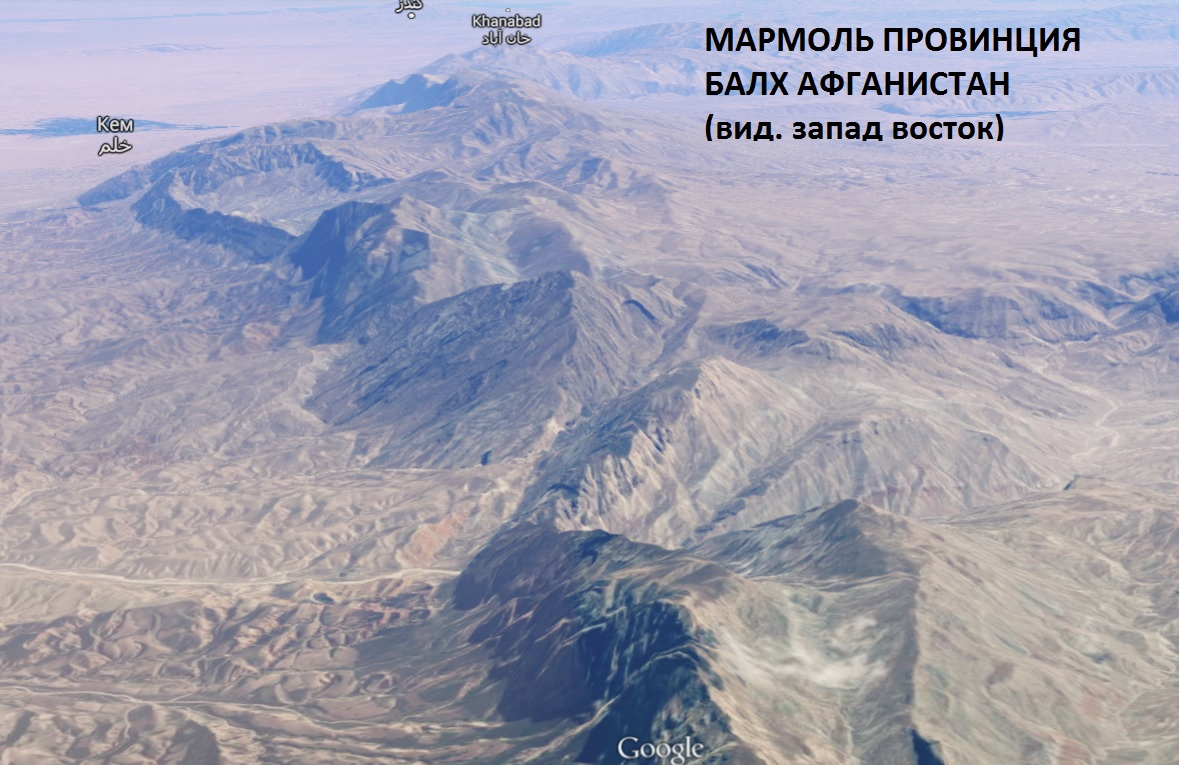
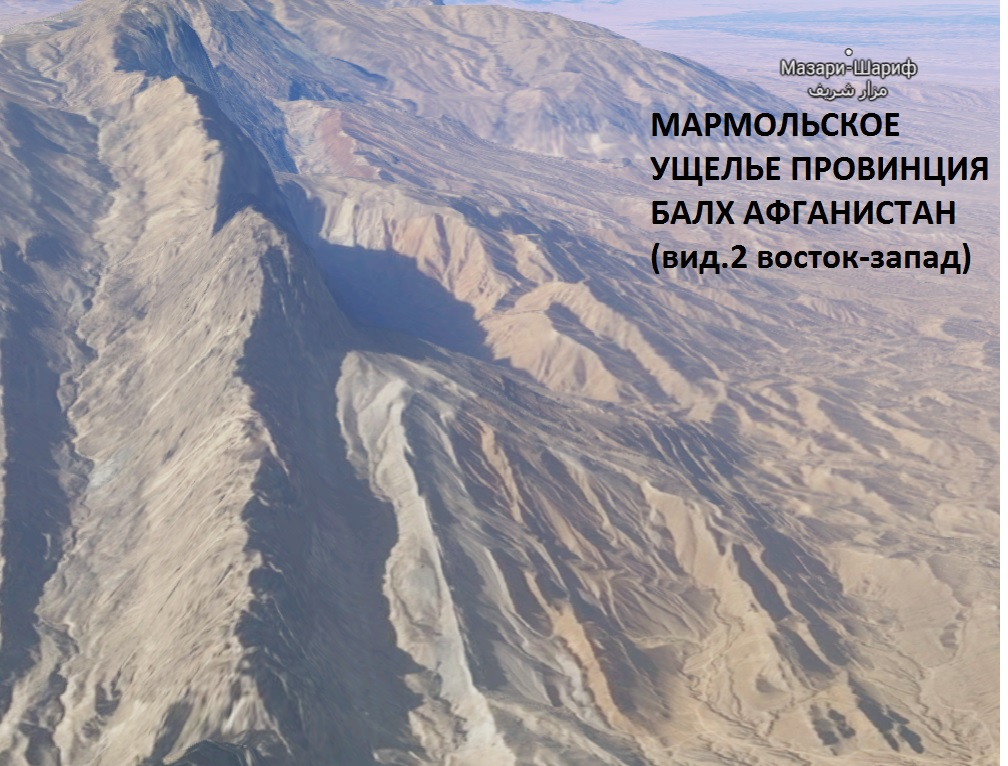
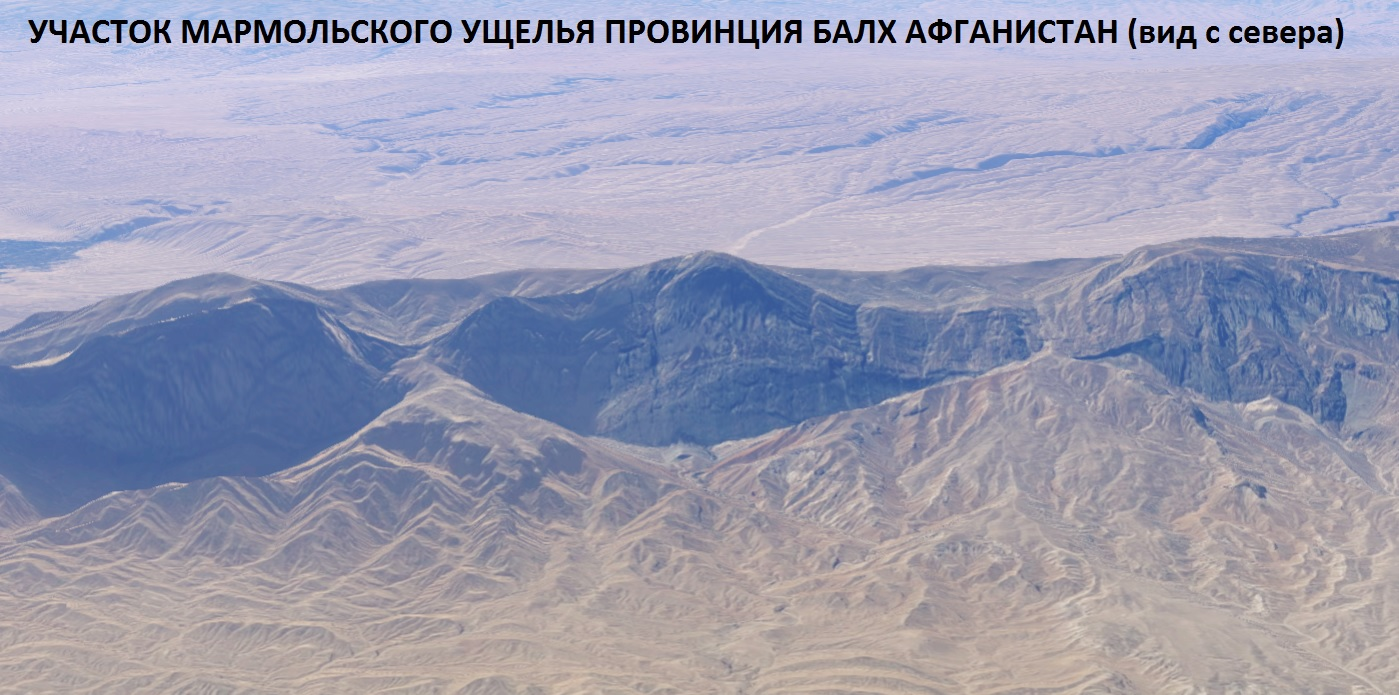
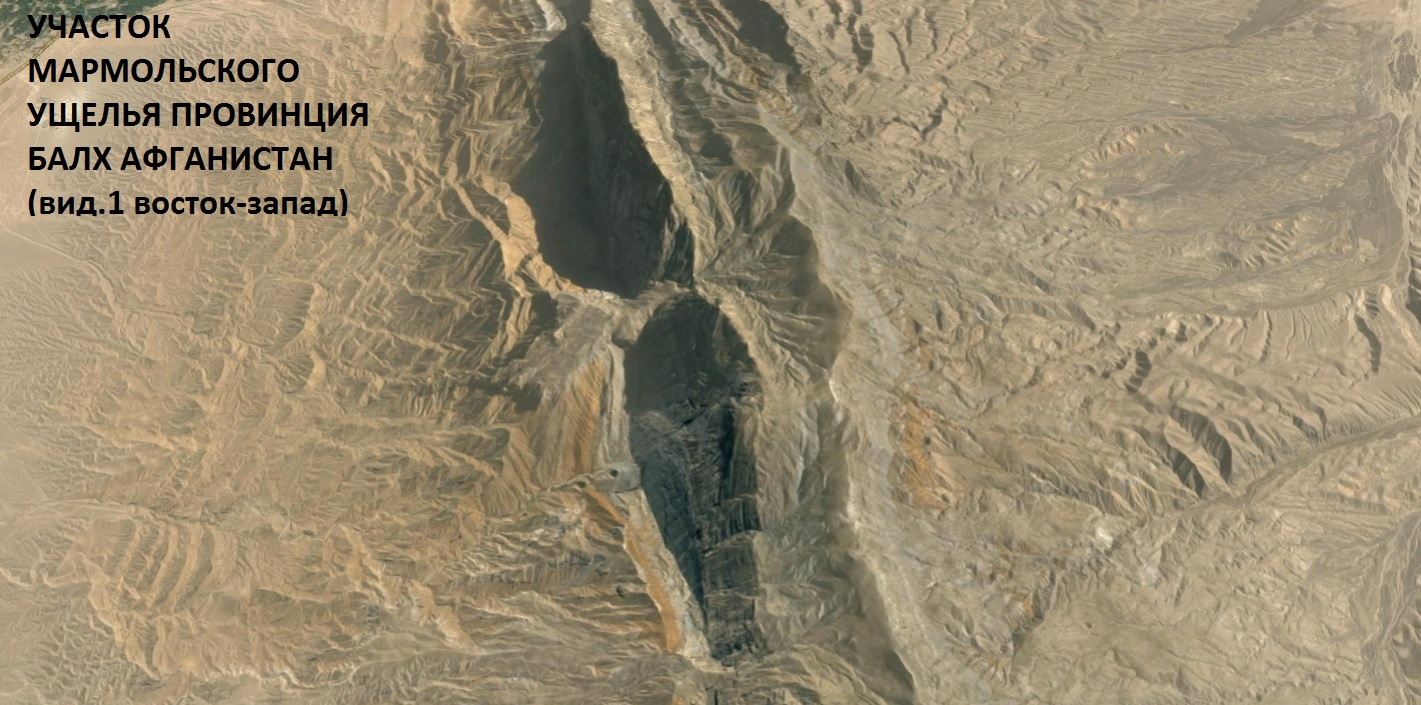

«Дарзаб» — базовый район партии «Исламское общество Афганистана» Бурхануддина Раббани.

— Располагалась на стыке провинций Фарьяб и Джаузджан — север республики Афганистан.

Кишлак «Дарзаб» и одноимённый опорный пункт лежали в предгорьях, в трёх ста метровом каньоне горного участка. Был разгромлен Советскими войсками в 1982 году.
— «Крер» (Карера) — базовый район партии «Исламский союз освобождения Афганистана» на востоке республики, управлялся лидером партии «Исламского союза освобождения Афганистана» (ИСОА) Абдул Расул Саяфом. Советские военнослужащие называли базу «Карера». Располагалась к востоку от уездного центра Саркани провинции Кунар на границе с Пакистаном.

Была построена в начале 1980-х годов, влялась крупной перевалочной базой провинции Кунар. Её близость с Пакистаном способствовала быстрому наращиванию сил гарнизона с сопредельной территории.

Размещалась на высокогорном участке местности с высотой вершин 2000 метров в приграничье Пакистана — в двадцати километрах южнее административного центра Асадабад провинции Кунар. По имеющимся разведданным её гарнизон насчитывал от 80 до 100 боевиков.

Оборудованные на вершинах и гребнях хребтов опорные пункты и сторожевые посты предупреждения были связаны единой системой огня, радиосвязью.
В горном районе перевала Гулпрай (Гулпрей) близ населенного пункта Мамунда, также функционировали две базы — «Шахид Абдул Латиф» и «Фатха». Обе имели выход в Пакистан, район Баджар.

— «Гошта» — базовый район на востоке Республики Афганистан в провинции Нангархар — границе с Пакистаном.. Размещался на северо-западе провинции Нангархар.

Захвачен и уничтожен Советскими подразделениями в январе 1986 года.
— «Луркох» — базовый район в провинции Фарах в юго-западной части республики Афганистан. Располагался южнее города Шинданд в горном массиве, окружённом пустыней. С базового центра «Луркох» мятежники атаковали советские и афганские правительственные колонны и нападали на военные посты.

Препятствиями к «Луркох» были минные поля, скальные укрепления, каждый излом ущелий и троп прикрывали огневые точки.
— «Васатичигнай» — базовый на юге республики Афганистан в провинции Кандагар на границе с Пакистаном.

Был оборудован в 70-ти километрах восточнее Кандагара в горном массиве, отроги которого простирались вдоль трассы «Кандагар-Кабул» в 15 километрах на юг — до глубины ближайшего ущелья. Имел важное значение для оппозиции — с целью проводки караванов на маршрутах центрального направления в провинциях Кандагар и Забуль.

Находился под управлением полевого командира Абдула Резака

Базовые районы выполняющие одновременно функции перевалочных пунктов.

«Кунсаф», «Пьядара», «Искаполь» — провинция Газни, «Кухи-Сафи», «Чакарай» — провинция Кабул, «Хуркабуль» — провинция Вардак, «Дарзаб» — на стыке провинций Джаузджан, Фарьяб, «Варсадж» — провинция Бадахшан, «Таганхок», «Кокари-Шаршари» — провинция Герат, «Исламдара», «Хакрез», «Хадигар», «Васатичигнай», «Чинарту», «Опушелло», «Исламдад» — провинция Кандагар, «Рабати-Джали» — провинция Нимроз, «Карера» — провинция Кунар, «Луркох» — провинция Фарах, «Альбурс», «Байрамшах», «Шорча», «Агарсай» — провинция Балх, «Марульгад», «Камдакка», «Мелава», «Тора-Бора», «Огз», «Шпольхай» — провинция Нангархар, «Шинарай» — провинция Парван, «Хукумати — Духанай — Гори» — провинция Баглан, «Пастаканца», «Джавида», «Льмафхауз» — провинция Хост, «Марджа» — провинция Гильменд, «Срана» — провинция Пактия.
Перевалочные базы и перевалочные пункты.

«Перевалочные базы» и «перевалочные пункты» являлись промежуточными органами снабжения оппозиции.

Их отличие заключалось в том, что перевалочные базы находились на караванных маршрутах — вблизи границ с Пакистаном и Ираном,

а перевалочные пункты — в глубине территории ДРА.

— Пришедший из-за границы груз: оружие, боеприпасы, материальные средства — с транспортных средств разгружался на складах перевалочных баз.

В них, в случае необходимости, он мог храниться продолжительное время.

— Оттуда груз транспортировался в перевалочные пункты.

Крупные перевалочные базы: Марульгад, Рабати-Джали, Шинарай, Кокари-Шаршари, Джавара, Льмархауза, Ангуркот, Ходжамульк, Мианпушта, Анандара, Шагали, Тангисейдан.
 Вместе с тем: Марульгад, Шинарай, Джавара, Рабати-Джали, одновременно являлись и базовыми районами.

## Иностранная литература
- «Fortified base mujahideen»[69]
- «Cave complex mujahideen»[70]
- Fortified base mujahideen[69]

— «Soviet Paratrooper vs Mujahideen Fighter: Afghanistan 1979-89» David Campbell 2017

— «History’s Greatest Wars: The Epic Conflicts that Shaped the Modern World» Joseph Cummins 2011

— «The Other Side Of The Mountain: Mujahideen Tactics In The Soviet-Afghan War» Lester K. Grau, Ali Ahmad Jalali

— «The War Chronicles: From Flintlocks to Machine Guns»

— «Afghanistan Cave Complexes 1979—2004 Mountain Strongholds of the Mujahideen Taliban & Al Qaeda»
— «The Soviet-Afghan War: how a superpower fought and lost». Generalʹnyĭ shtab, Lester W. Grau, Michael A. Gress

— «Bin Laden: The Man who Declared War on America» с.198 
- Cave complex mujahideen

— «Afghanistan’s Endless War: State Failure, Regional Politics, and the Rise of the Taliban Larry P.» Goodson

— «Conflict in Afghanistan: A Historical Encyclopedia Frank Clements, Ludwig W. Adamec c.60 ABC-CLIO, 2003»

— «Afghanistan’s internal security threats : the dynamics of ethnic and sectarian violence» Author:	Mūsá K̲h̲ān Jalālzaʼī

— «The Afghan Way of War: How and Why They Fight» Author: Donald Larry Sampler

— «The Theory and Practice of Islamic Terrorism: An Anthology» Author: Marvin Perry, Howard E. Negrin
— «Modern American Snipers: From The Legend to The Reaper-on the Battlefield with Special Operations Snipers» Author: Chris Martin, SOFREP, Inc. d/b/a Force1

— «The Making of a Terrorist: Training» c.184 James J. F. Forest Praeger Security International, 2006

— «Afghanistan: a military history from Alexander the Great to the fall of the Taliban» Author: Stephen Tanner Da Capo Press 2003

— «Messages to the World: The Statements of Osama Bin Laden Paperback» — November 17, 2005 by Osama bin Laden Author: Bruce Lawrence (Editor), & 1 more

— «The Great Gamble: The Soviet War in Afghanistan Paperback» — January 5, 2010 Author: Gregory Feifer